# Gerhard Schmidt (Leichtathlet)
Gerhard Schmidt (* 12. Januar 1961 in Zweibrücken) ist ein ehemaliger deutscher Stabhochspringer.
Bei den Leichtathletik-Halleneuropameisterschaften 1984 in Göteborg wurde er Vierter. 1981 wurde er Deutscher Meister und 1984 Vizemeister. In der Halle wurde er 1985 Deutscher Meister und 1984 Vizemeister. Gerhard Schmidt startete für die VT Zweibrücken.

## Persönliche Bestleistungen
- Stabhochsprung: 5,53 m, 19. August 1987, Landau
  - Halle: 5,55 m, 19. Februar 1983, Dortmund

| Personendaten    | Personendaten              |
| ---------------- | -------------------------- |
| NAME             | Schmidt, Gerhard           |
| KURZBESCHREIBUNG | deutscher Stabhochspringer |
| GEBURTSDATUM     | 12. Januar 1961            |
| GEBURTSORT       | Zweibrücken                |